# Анемояннис, Георгиос

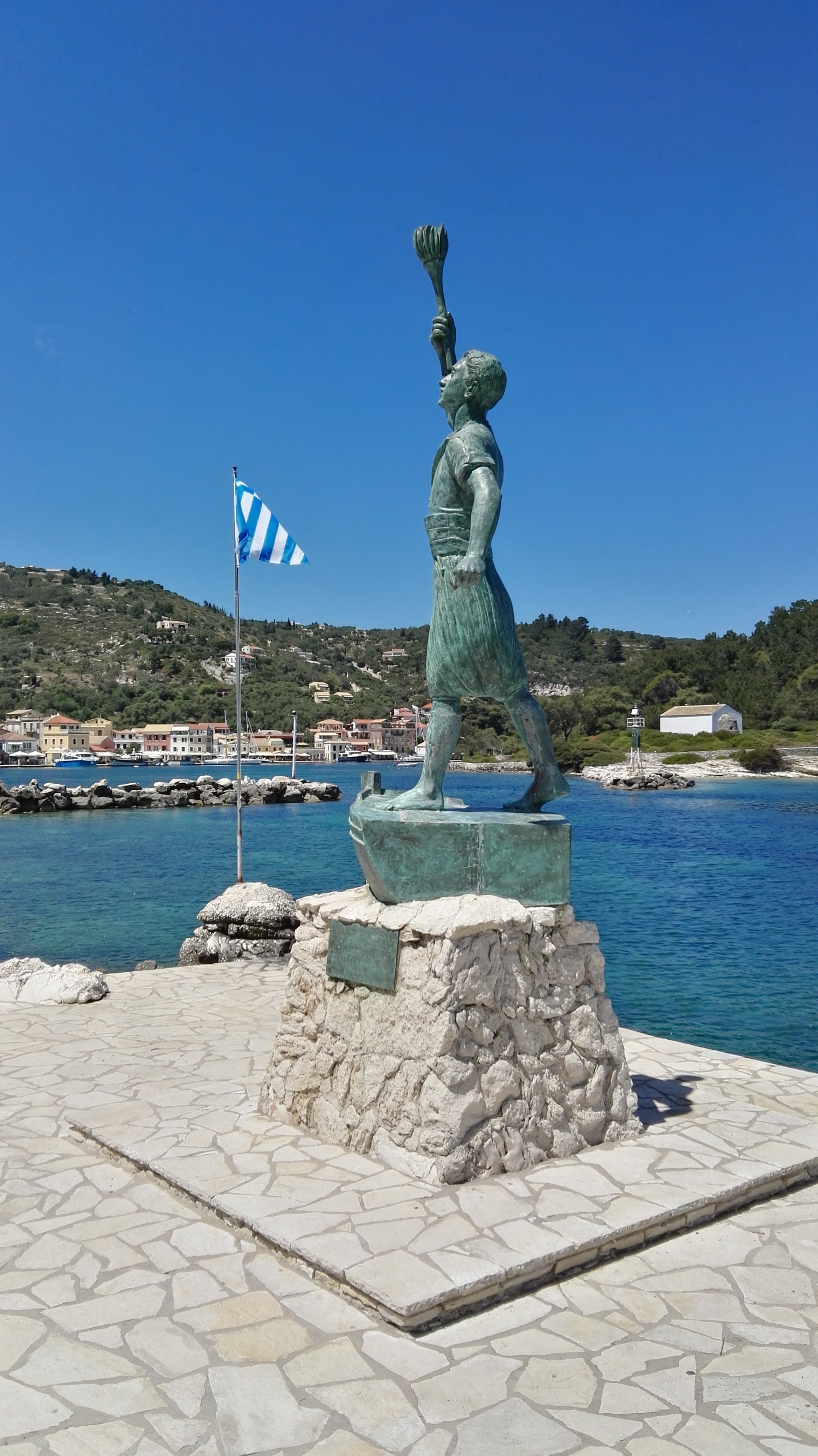
Анемояннис, Георгиос 1821 Паксос (Γιώργης απο τούς Παξούς)

Георгиос Анемояннис (греч. Γιώργος Ανεμογιάννης, также известный как Георгий из Паксоса (греч. Γιώργης απο τούς Παξούς); 1798, Паксос — 1821, Навпакт) — герой и мученик войны Греции за независимость, погибший в  1821 году, один из первых брандеристов греческого флота.

## Биография
Георгий Анемояннис родился в 1798 году на острове Паксос, который как и прочие Ионические острова, избежал османской оккупации. Это не помешало ему, как и тысячам других жителей Ионических островов, принять участие в Освободительной войне против осман за воссоздание греческого государства. Революция застала его моряком на торговом судне «Союзники» (греч. Οί Σύμμαχοι) с острова Спеце, владелицей которого была Ласкарина Бубулина, а капитаном Николас Орлоф. Георгий остался сражаться на судне, которое из торгового стало военным.

## Бой на входе вКоринфский залив
Греческая революция началась в феврале 1821 года в придунайских княжествах, перекинувшись в конце марта на Пелопоннес и другие греческие земли. Спеце восстал первым из островов, 3 апреля, предоставив восставшей Греции свои вооружённые торговые корабли.. Среди осаждённых повстанцами городов-крепостей был и город Патры, на северо-западе Пелопоннеса. Снабжение и подкрепления осаждённым туркам обеспечивала османская флотилия, с основной базой в Навпакте (Лепанто).
В начале мая, 6 кораблей Спеце, под командованием капитана Николаоса Ботасиса и 6 кораблей острова Идра, под командованием Димитриса Миаулиса (сына капитана и будущего адмирала  Андреаса Вокоса Миаулиса) направились к Патрам. На подходе флотилия встретила турецкий фрегат, который преследовал 9 маленьких парусников из городка Галаксиди. Флотилия в свою очередь начала преследование фрегата, который проходя у крепости Патр дал сигнал о приближении греческого флота. Турецкая флотилия — 1 корвет, 3 брига и 1 голет-срочно покинула Патры, направляясь в своё убежище на противоположном берегу, в крепость Навпакт. Оставив Патрасский залив и пройдя между крепостями Рио на пелопоннесском побережье и Антирио на побережье Средней Греции, османы сочли, что они в безопасности. Расстояние между этими крепостями всего 1 морская миля и все проходящие корабли должны были идти под перекрестным огнём береговых батарей. «Но греческих моряков΄», как пишет с восхищением французский адмирал и историк  Жюрьен де ла Гравьер — «это не остановило, они прошли эти малые Дарданеллы, атакуя и преследуя турецкие корабли, которые ушли от боя и нашли убежище под прикрытием орудий Навпакта».
Поскольку деятельность турецкой флотилии осложняла осаду Патр, на совместном совете греческих военачальников и капитанов было принято решение взять приступом крепость Антирио, чтобы перекрыть туркам выход из Коринфского залива. Военачальник Диамантис Хормовас с мечом в руке возглавил атаку и оказался среди тех кто поднялся на стены. Но Хормовас погиб и атака была отбита.
После этой неудачи греческие капитаны получили информацию о том, что у крепости Эрессос, остров Лесбос,  Димитриос Папаниколис сжёг османский фрегат используя брандер. Тогда они решили повторить этот тактический прием и также попытаться с помощью брандера сжечь турецкие корабли в их убежище, в гавани Навпакта.

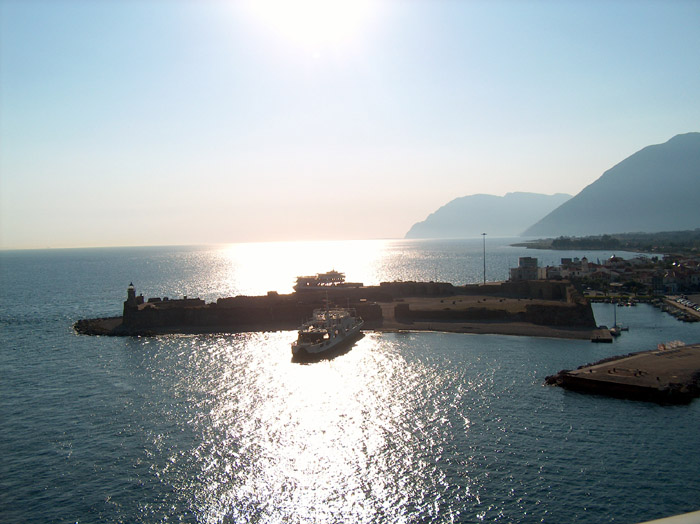
Крепость Антирио сегодня

## Георгий из Паксоса

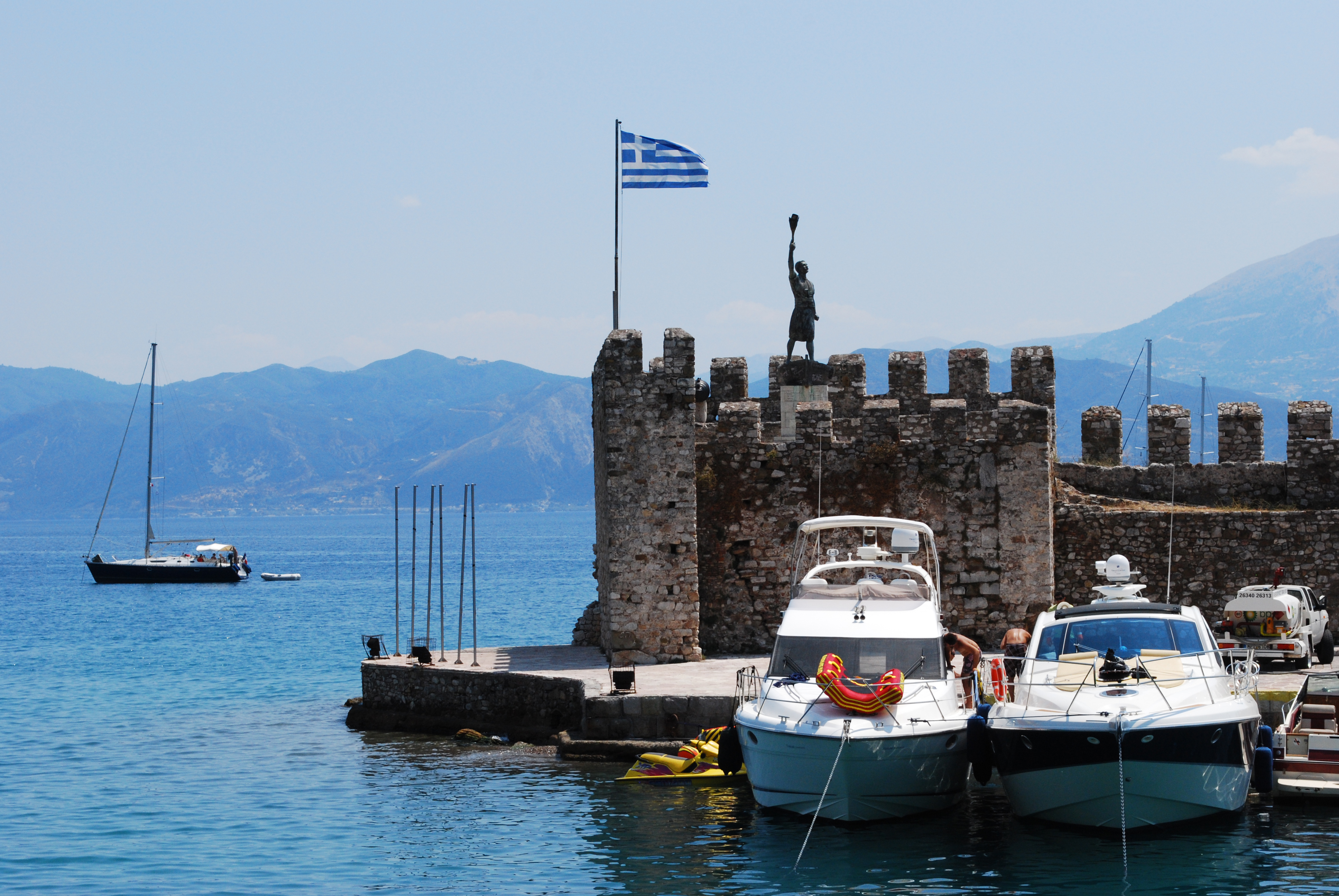
Памятник Георгию на венецианском бастионе при входе в гавань Навпакта

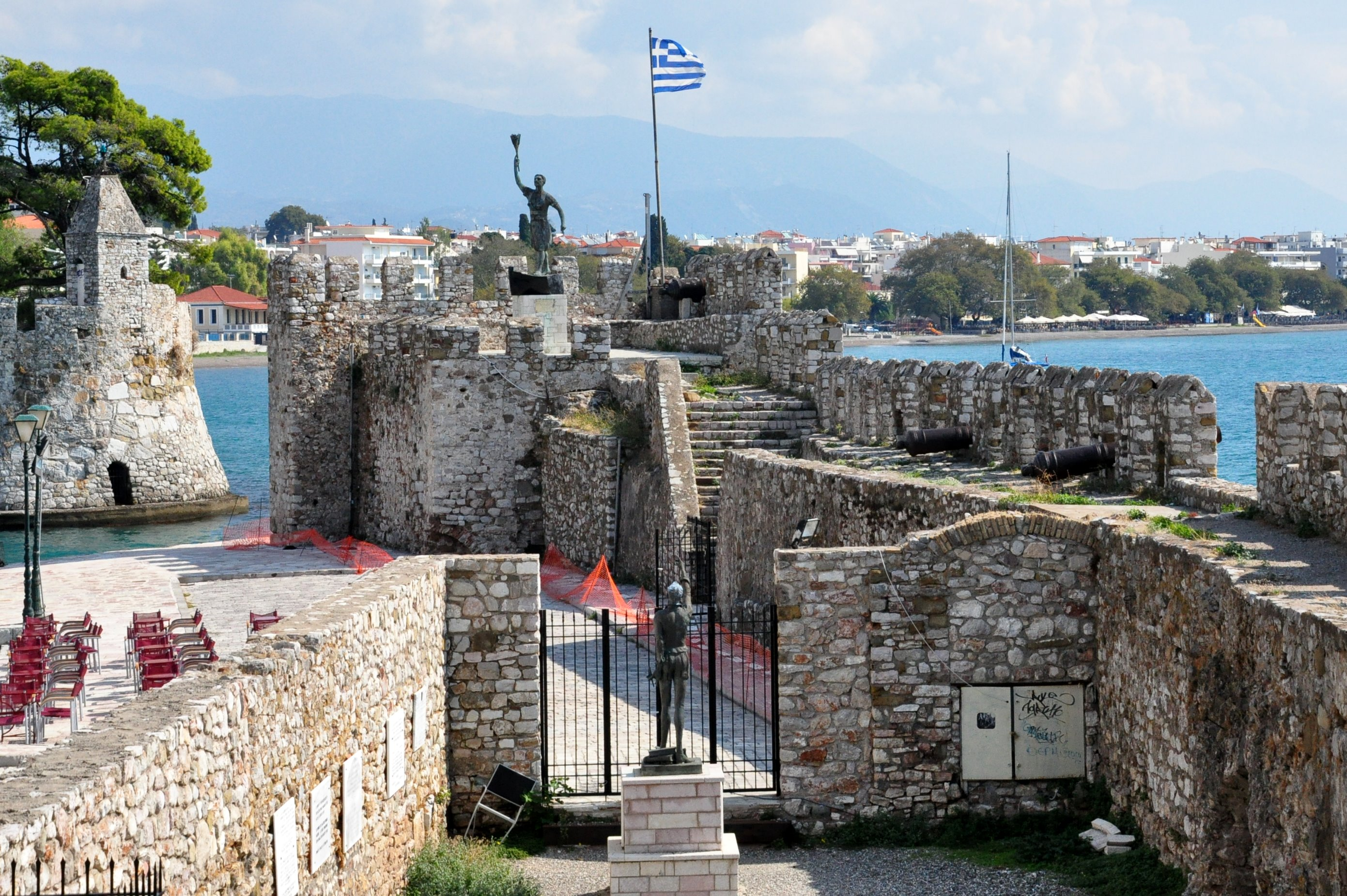
Памятник Георгию на венецианском бастионе, при входе в гавань Навпакта. Рядом памятник Сервантесу, участнику битвы при Лепанто

В отличие от греческой флотилии у Лесбоса, здесь никто не имел опыт ни изготовления ни использования брандеров. Работу по переоборудованию маленького парусника из Галаксиди в брандер взял на себя Мирьялис, боцман с корабля капитана Ботасиса. Брандер был набит не столько порохом и смолой, сколько хворостом. В довершение ко всему, по задумке Мирьялиса, брандером должен был управлять лишь один моряк. За брандером должна была идти шлюпка, которая после поджога брандера должна была принять его единственного члена экипажа. Но добровольцев на верную смерть не находилось, пока о своём решении принять командование брандером не объявил Георгий Анемояннис. Обойдя разговоры капитанов о его патриотизме, на вопрос нужно ли ему что либо, Георгий ответил: сейчас ничего, но если Бог дарует мне удачу, вы дадите мне 10 талеров для подарка моей невесте.
Брандер Георгия вышел на рассвете 10 июня 1821 года, буксируя шлюпку своих спасателей, во главе с боцманом Мирьялисом. На дистанции за брандером следовал бриг «Ликург» капитана Адриана Сотириу. Видя решительность греческих моряков, турки открыли массированной огонь из орудий в крепости на холме, с морских бастионов при входе в гавань и с кораблей флотилии. Мирьялис счёл, что нет возможности приблизиться более к входу в гавань. Он поджёг брандер со шлюпки и дал команду Георгию спрыгнуть в неё. Тот отказался, уходите я пристану к кораблям. Отдав конец шлюпки, Георгий повёл горящий брандер к входу в гавань. На крики Мирьялиса «Георгий пропадёшь, прыгай в море», ответом было: «Братья, не Свободу ли вы искали? Я первым и пропаду за неё».
Брандер полыхал и оставаться на палубе не было возможности. Георгий повис на конце за кормой, управляя брандером. Но пламя начало доставать его и там. Георгий бросился в воду, пытаясь вручную поворачивать перо руля и не обращая внимание на падающие ядра и картечь. Когда было уже не в силах оставаться в пламени и дыму, Георгий оставил руль и, будучи хорошим пловцом, долго ускользал, подныривая, от обступивших его турецких фелюг. Когда наконец турки выловили его, Георгий был поднят на палубу фрегата. Здесь турки «зажарили его на вертеле, как ягнёнка на греческой Пасхе, на виду греческой флотилии», после чего обгоревшее тело Георгия провисело несколько дней на реях «как знамя их варварства».

## Память
Греческий историк Д.Фотиадис ставит Георгия из Паксоса в один ряд с героем и мучеником Греческой революции Афанасием Дьяком. Он же считает что имя Георгия должно упоминаться наряду с братом Эсхила Кинегиром (Кинегир), пытавшемся после Марафонского сражения руками удержать персидские корабли. Памятник Георгию был установлен на месте где он принял мученическую смерть, на венецианском бастионе при входе в гавань Навпакта. Несколько лет тому назад, в двух десятках метров от памятника Георгию был установлен памятник Сервантесу, который здесь же, в Битве при Лепанто, был трижды ранен и потерял руку. Памятник Георгию установлен также на его родине на острове Паксос.